# Jean Vander Pyl
Jean Thurston Vander Pyl (Filadélfia, 11 de outubro de 1919 - Dana Point, 10 de abril de 1999) foi uma atriz e dubladora americana. Embora sua carreira tenha durado muitas décadas, ela é mais conhecida como a voz de Wilma Flintstone para o desenho animado de Hanna-Barbera, The Flintstones. Além de Wilma Flintstone, ela também forneceu as vozes de Pedrita Flintstone, Rosie, a empregada robô na série animada The Jetsons, Goldie, Lola Glamour, Nurse LaRue e outros personagens de Top Cat, Winsome Witch no The Secret Squirrel Show e Ogee no O Magilla Gorilla Show.

## Início da vida e carreira
Vander Pyl nasceu na Filadélfia, filha de John Howard e Kathleen Hale Vander Pyl. O avô dela veio da Holanda. Seu pai era o gerente distrital da Knit Underwear, sua mãe era sulista do Tennessee. Os dois morreram em um intervalo de seis meses um do outro no início dos anos 50. Em 1939, ela já estava trabalhando como atriz de rádio.
No rádio, ela foi ouvida em programas como The Halls of Ivy (1950–52) e Father Knows Best durante o início da década de 1950, onde interpretou Margaret Anderson; o papel foi desempenhado na televisão por Jane Wyatt. Seu marido, Carroll G. O'Meara, formou-se na Universidade de Stanford e trabalhou como redator na rádio KHJ em meados da década de 1930 e depois se tornou executivo de publicidade.
Vander Pyl fez inúmeras aparições na TV como atriz em programas como Leave It to Beaver, The Donna Reed Show, Father Knows Best, The Beverly Hillbillies, That Girl e Petticoat Junction. Uma de suas aparições finais na TV foi na cena de abertura da segunda temporada da série Murder, She Wrote, episódio "Uma boa oferta merece um assassinato". Vander Pyl também teve uma participação especial na versão de filme live-action de 1994 de The Flintstones como Mrs. Feldspato, uma idosa em uma fila de conga logo atrás de Dino.

### Trabalho de voz
Vander Pyl era a voz de Wilma Flintstone, seu personagem mais conhecido, na série original de Flintstones. Ela disse a um entrevistador em 1995 que recebeu US $ 250 por episódio por fazer The Flintstones e, em 1966, quando a série terminou, ela correu para aceitar US $ 15.000 em vez de pagamentos residuais da organização. Os Flintstones foram distribuídos em todo o mundo por décadas. Na época, Vander Pyl morava em San Clemente, Califórnia, e observou: "Se eu tivesse resíduos, não moraria em San Clemente. Eu seria a dona de San Clemente."
A maioria de seus outros trabalhos de dublagem também foi para o estúdio Hanna-Barbera, onde ela interpretou seu primeiro em 1958 em um episódio do The Huckleberry Hound Show, dublando uma atriz no episódio The Yogi Bear, "Show Biz Bear". Ela fez vozes adicionais, The Narrator And Southern belles e meninas bonitas, no Quick Draw McGraw Show, Snagglepuss e The Yogi Bear Show. Em 1961-62, Vander Pyl interpretou a enfermeira Larue, Charlie, o bebê, Goldie, Lola Glamour e outras vozes em vários episódios de Top Cat. Em 1962, ela fez outro papel memorável, como Rosie, a empregada robótica dos Jetsons, e 23 anos mais tarde, em 1985, ela reprisou o personagem na série que voltava.
Mais tarde, ela fez as vozes de Maw Rugg e sua filha Floral Rugg em um desenho animado rural, The Hillbilly Bears e Winsome Witch; os dois shows fizeram parte do The Atom Ant / Secret Squirrel Show (1965-1967). Jean Vander Pyl também foi a voz de Little Ogee no The Magilla Gorilla Show. Em 1969, o convidado de Vander Pyl atuou no Scooby-Doo, Where Are You! episódio "Jogo sujo em Funland", interpretando Sarah Jenkins.
Na década de 1970, ela era a voz de Marge Huddles, a esposa do personagem principal em Where's Huddles?, em que ela desempenhou um papel semelhante ao de Wilma Flintstone e se reuniu com os membros do elenco de Flintstones, Alan Reed e Mel Blanc. Ela passou a dar voz à sra. Finkerton em Inch High, Private Eye, bem como várias personagens femininas em Hong Kong Phooey, The Tom and Jerry Show e Captain Caveman e Teen Angels.
Nas décadas de 1980 e 1990, a atriz dublou Mister T, Snorks, Yogi's Treasure Hunt e também em The Flintstone Kids como Mrs. Slaghoople. Ela reprisou principalmente Wilma Flintstone em séries de spin-off e filmes como The Flintstone Comedy Hour, The New Fred and Barney Show, The Flintstone Comedy Show, The Jetsons Meet the Flintstones, I Yabba-Dabba Do!, Hollyrock-a-Bye Baby e uma canção de natal de Flintstones.
Seus últimos papéis foram novamente como Wilma Flintstone em What a Cartoon! episódio "Dino: Stay Out!" em 1995, um Natal da família Flintstone em 1996 e no The Weird Al Show em 1997.

## Vida pessoal
Vander Pyl foi casado duas vezes. Primeiro com Carroll G. O'Meara em 9 de março de 1939; juntos tiveram três filhos, O'Meara morreu em 18 de fevereiro de 1962, aos 53 anos. Ela então se casou com seu segundo marido, Roger Wells DeWitt, em 1963; o casal teve um filho, eles permaneceram casados até a morte de DeWitt em 1992.

## Morte
Em 10 de abril de 1999, Vander Pyl, o último membro sobrevivente do elenco original de Os Flintstones, morreu de câncer de pulmão em sua casa em Dana Point, Califórnia, aos 79 anos. Vander Pyl foi enterrada no Cemitério da Ascensão em Lake Forest, Califórnia.

## Filmografia

### Filme
- Deep in My Heart (1954) - Miss Zimmermann (sem créditos)
- Ei, é Yogi Bear! (1964) - (voz)
- The Man Called Flintstone (1966) - Wilma Flintstone (voz)
- Papai Noel e os Três Ursos (1970) - Nana (voz)
- Energy: A National Issue (1977, Short) - Wilma Flintstone (voz)
- Os Jetsons encontram os Flintstones (1987, filme de TV) - Wilma Flintstone / Rosie / Mrs. Spacely (voz)
- Rockin 'with Judy Jetson (1988, TV Movie) - Rosie (voz)
- Jetsons: O Filme (1990) - Rosie the Robot (voz)
- Eu Yabba-Dabba faço! (1993, filme de TV) - Wilma Flintstone / Sra. Slate (voz)
- Hollyrock-a-Bye Baby (1993, Filme para TV) - Wilma Flintstone (voz)
- Os Flintstones (1994) - Sra. Feldspato
- A Flintstones Christmas Carol (1994, Filme para TV) - Wilma Flintstone (voz)
- The Flintstones Christmas in Bedrock (1996, Filme para TV) - Wilma Flintstone (voz)

### Televisão
- The Flagstones (1959) - Pitch Reel Pilot - Wilma
- The Quick Draw McGraw Show (1959–1961) - The Narrator, Various voices
- Leave It To Beaver(1957-1963) - Mrs. Hansen (1960)
- Mister Magoo (1960) - Various voices
- Loopy De Loop (1960–1965) - Various Voices
- The Flintstones (1960–1966) - 166 episodes - Wilma Flintstone, Pebbles Flintstone, Additional voices
- The Yogi Bear Show (1961) - Various voices
- Top Cat (1961–1962) - Various voices
- The Jetsons (1962–1963, 1985–1987) - 45 episodes - Rosie the Robot, Mrs. Spacely
- The Magilla Gorilla Show (1964–1966) - 9 episodes - Ogee, Old Lady, Fairy Godmother
- The Secret Squirrel Show (1965) - 26 episodes - Winsome Witch, Additional voices
- The Atom Ant Show (1965–1966) - 26 episodes - Ma Rugg, Floral Rugg
- Scooby-Doo, Where Are You! (1969) - 6 episodes - Mrs. Cutler, Candy Mint, Princess's Owner, Sarah Jenkins, Witch, Swami Customer
- Where's Huddles? (1970) - 10 episodes - Marge Huddles
- The Pebbles and Bamm-Bamm Show (1971–1972) - 10 episodes - Wilma Flintstone
- The Tonight Show Starring Johnny Carson (1971) - episode - 11-4-1971 - Herself
- The ABC Saturday Superstar Movie (1972) - episode - "Yogi's Ark Lark" - Maw Rugg, Floral Rugg, Woman
- The Flintstone Comedy Hour (1972) - 18 episodes - Wilma Flintstone
- Yogi's Gang (1973) - Various voices
- Inch High, Private Eye (1973) - 13 episodes - Mrs. Finkerton
- Hong Kong Phooey (1974) - Various
- The Tom and Jerry Show - segment - "Mumbly" (1976) - Additional voices
- Fred Flintstone and Friends (1977–1978) - 95 episodes - Wilma Flintstone
- Captain Caveman and the Teen Angels (1977–1980) - Additional voices
- A Flintstone Christmas (1977) - TV Special - Wilma Flintstone, Pebbles Flintstone
- The Flintstones: Little Big League (1978) - TV Special - Wilma Flintstone
- The All New Popeye Hour (1978) - segment - "Dinky Dog" - Additional voices
- The New Fred and Barney Show (1979) - 17 episodes - Wilma Flintstone, Pebbles Flintstone
- Fred and Barney Meet the Thing (1979) - 13 episodes - Wilma Flintstone, Pebbles Flintstone
- The Flintstones Meet Rockula and Frankenstone (1979) - TV Special - Wilma Flintstone, Gladys
- Fred and Barney Meet the Shmoo (1979–1980) - 17 episodes - Wilma Flintstone, Pebbles Flintstone
- The Flintstones' New Neighbors (1980) - TV Special - Wilma Flintstone, Pebbles Flintstone
- The Flintstones: Fred's Final Fling (1980) - TV Special - Wilma Flintstone, Pebbles Flintstone
- The Flintstone Comedy Show (1980–1981) - 18 episodes - Wilma Flintstone
- The Flintstones: Wind-Up Wilma (1981) - TV Special - Wilma Flintstone, Pebbles Flintstone
- The Flintstones: Jogging Fever (1981) - TV Special - Wilma Flintstone, Pebbles Flintstone
- The New Scooby and Scrappy-Doo Show (1983) - Various voices
- Mister T (1983) - Various voices
- Hardcastle and McCormick (1985) - episode - "Games People Play" - Agnes O'Toole
- Snorks (1985) - Additional voices
- Murder, She Wrote (1986) - episode - "One Good Bid Deserves a Murder" - Fan
- The Flintstones' 25th Anniversary Celebration (1986) - TV Special - Wilma Flintstone
- The Flintstone Kids (1986–1988) - 32 episodes - Pearl Slaghoople
- The Flintstone Kids' "Just Say No" Special (1988) - TV Special - Pearl Slaghoople, Various voices
- Hanna-Barbera's 50th: A Yabba Dabba Doo Celebration (1989) - TV Special - Wilma Flintstone
- Wake, Rattle, and Roll (1990) - segment - "Fender Bender 500" - 50 episodes - Winsome Witch
- The Funtastic World of Hanna-Barbera (1990) - Ride show - Wilma Flintstone, Rosie the Robot
- A Flintstone Family Christmas (1993) - TV Special - Wilma Flintstone
- What a Cartoon! (1995) - episode - "Dino: Stay Out!" - Wilma Flintstone
- The Weird Al Show - episode (1997) - "Talent Show" - Wilma Flintstone - (final television appearance)